# Olgierd Górka

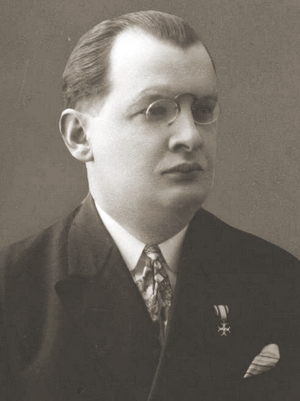
Olgierd Górka (1887–1955)

Olgierd Aleksander Górka (* 12. Dezember 1887 in Rawa Ruska, Österreich-Ungarn; † 26. November 1955 in Warschau) war ein polnischer Historiker, Publizist, Politiker und Diplomat.
Olgierd Górka promovierte 1911 in Lemberg mit einer Arbeit über das Kloster Leubus. Bis 1930 arbeitete er an den Universitäten Lemberg und Krakau. 1931 erhielt er einen Ruf an die Universität Warschau, wo er gleichzeitig bis 1939 das Amt des Generalsekretärs (Vizedirektors) des Ostinstitutes (Instytut Wschodni) bekleidete.
Seit 1912 war er Mitglied des Schützenvereins in Krakau, im August 1914 trat er als einfacher Soldat in die polnischen Legionen ein, die er 1917 als Rottmeister verließ. Danach war Górka Adjutant beim Regentenrat des Regentschaftskönigreiches Polen. Nach der Wiederherstellung Polens blieb er beim Militär als Major und war zeitweise als Militärattaché in Bukarest tätig. Seit September 1939 befand sich Górka in Rumänien, seit 1940 in Frankreich und in London, wo er die Abteilung (später Departement) für Nationalitätenfragen (Schwerpunkt jüdische Fragen) der Exilregierung leitete.
Im Dezember 1944 erklärte Górka seinen Rücktritt wegen der Sowjetpolitik des Ministerpräsidenten Tomasz Arciszewski. Als Präses des Rates der Polen in Großbritannien nahm er Kontakte zur kommunistischen  Regierung auf. 1945 kehrte er nach Polen zurück und wurde Direktor des Büros für Jüdische Angelegenheiten beim Außenministerium (1946–1947), bevor er nach Jerusalem als Generalkonsul wechselte. Im Juni 1952 kehrte er nach Warschau zurück und lehrte als Professor an der Universität Warschau.
Als Historiker beschäftigte er sich in mehreren Arbeiten mit den Außenbeziehungen Polens zu den südlichen und östlichen Nachbarn (Donaufürstentümer, Krimchanat, Osmanenreich). Górka beherrschte u. a. seltene Sprachen (türkisch, tatarisch). In seinen Werken verifizierte er nationale Legenden und entfachte damit die erste öffentliche Debatte über Geschichte Polens in den Medien (Presse, Radio). Vor allem die Widerlegung der Darstellungen (1934) in den historischen Romanen von Henryk Sienkiewicz brachte Górka nicht nur mediale Präsenz, sondern auch harte Kritik, die teilweise in den (Mord-)Drohungen ausuferte. Wertvoll waren auch seine Arbeiten zur Militärgeschichte, vor allem über die Rolle des Krimchanates während des Kosakenaufstandes unter Chmielnicki. Górka entdeckte per Zufall in den Beständen der British Library die tatarische Chronik von Kirimli Haci Mehmet Senai, vermutlich eines Sekretärs am Hofe des Chans, die nicht nur den Kosakenaufstand im neuen Licht darstellt, sondern ist auch eine wichtige Quelle für die Geschichte des Chanats (die einzige, zensierte Übersetzung in polnischer Sprache erschien ohne negative Passagen über Russland). Górka initiierte auch die Forschungen über die soziale Zusammensetzung des polnischen Militärs im 17. Jahrhundert. Während der Kriegsjahre betätigte sich Górka als politischer Publizist.